# روهيت مرزا
روهيت مرزا (بالإنجليزية: Rohit Mirza)‏ هو لاعب كرة قدم هندي في مركز الوسط، ولد في 15 أغسطس 1991 في مومباي في الهند. لعب مع مومباي سيتي ونادي مومباي لكرة القدم.

## وصلات خارجية
- روهيت مرزا على موقع قاعدة بيانات كرة القدم.إي يو (الإنجليزية)
- روهيت مرزا على موقع Soccerway.com (الإنجليزية)